# クレイグ・イーストモンド
クレイグ・レオン・イーストモンド（Craig Leon Eastmond, 1990年12月9日 - ）は、イギリス・ロンドン・ワンズワース出身のサッカー選手。ポジションはディフェンシブ・ミッドフィルダー及び右サイドバック。

## 経歴
イーストモンドは2000年にミルウォールFCでキャリアをスタートしたが、2002年になってアーセナルFCに加入。リザーブ・チームに在籍、チームの一員として2009年FAユースカップ勝利に貢献した。
2009年10月28日に行われたカーリング・カップ、対リヴァプールFC戦においてディフェンシブ・ミッドフィルダーとしてファースト・チームデビューを果たし、勝利に貢献した。
2013年5月20日、コルチェスター・ユナイテッドFCへ完全移籍。
2015年2月15日、フットボールリーグ1で最下位に沈むヨーヴィル・タウンFCにシーズン末までの契約で移籍した。
2016年9月、ヨーヴィルを退団し、カンファレンス・サウス（当時）のサットン・ユナイテッドFCと契約。

## タイトル

### クラブ
アーセナルFC
- FAユースカップ 2008-09
- プレミアアカデミーリーグ 2008-09